# Селетике
Селетике е стратегия в Тракийската държава – териториална единица от нейните последни години.
Известна е от надписите на Аполоний Ептайкент – стратег на стретегията около Анхиало, на Селетике и на Рюсике. Приема се, на основание поименното и подредено географски изброяване на стратегиите у Клавдий Птолемей, че Селетике е обхващала територии по Източна Стара планина.